# Pháo phản lực phóng loạt

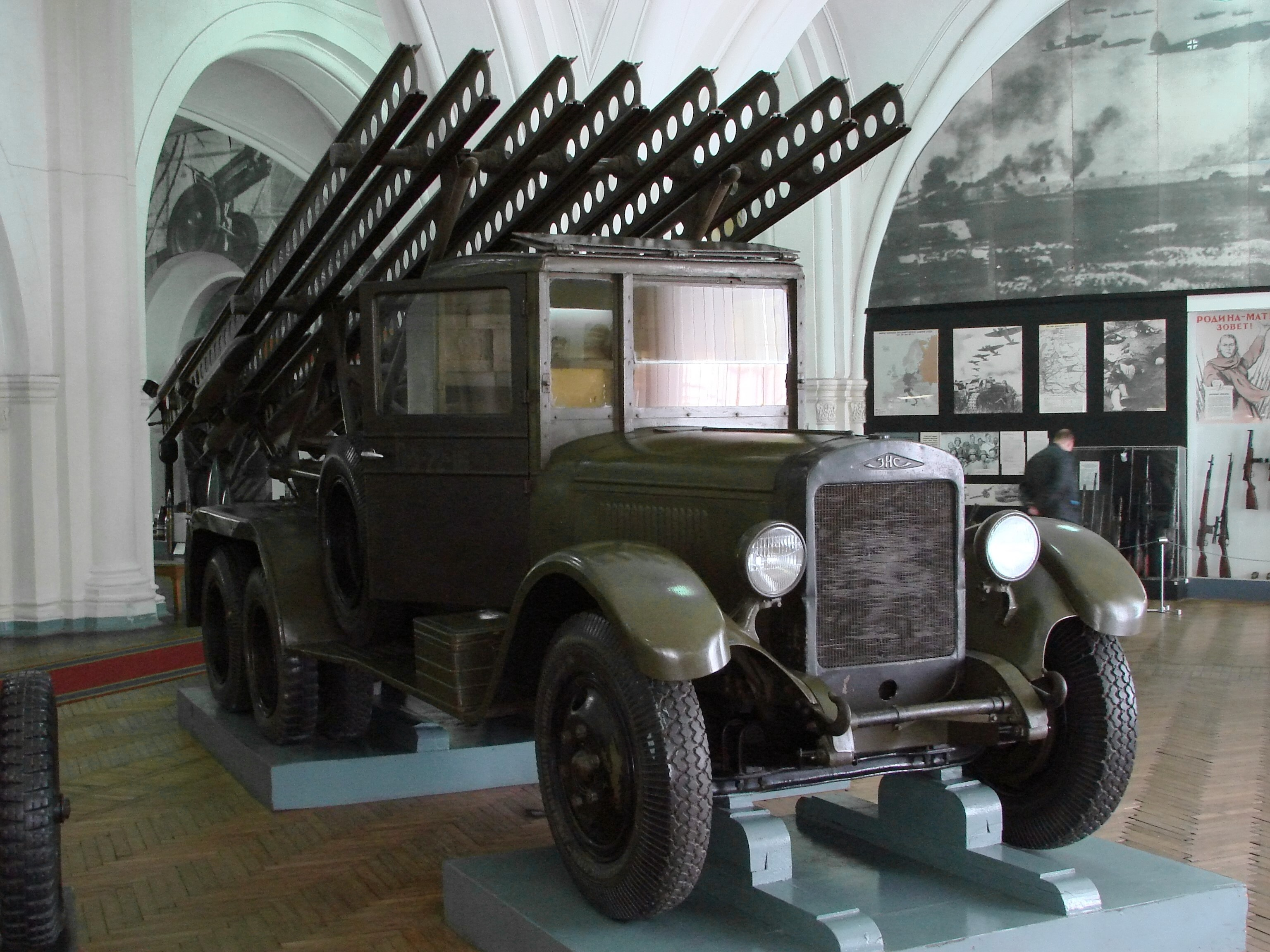
Cachiusa BM-13

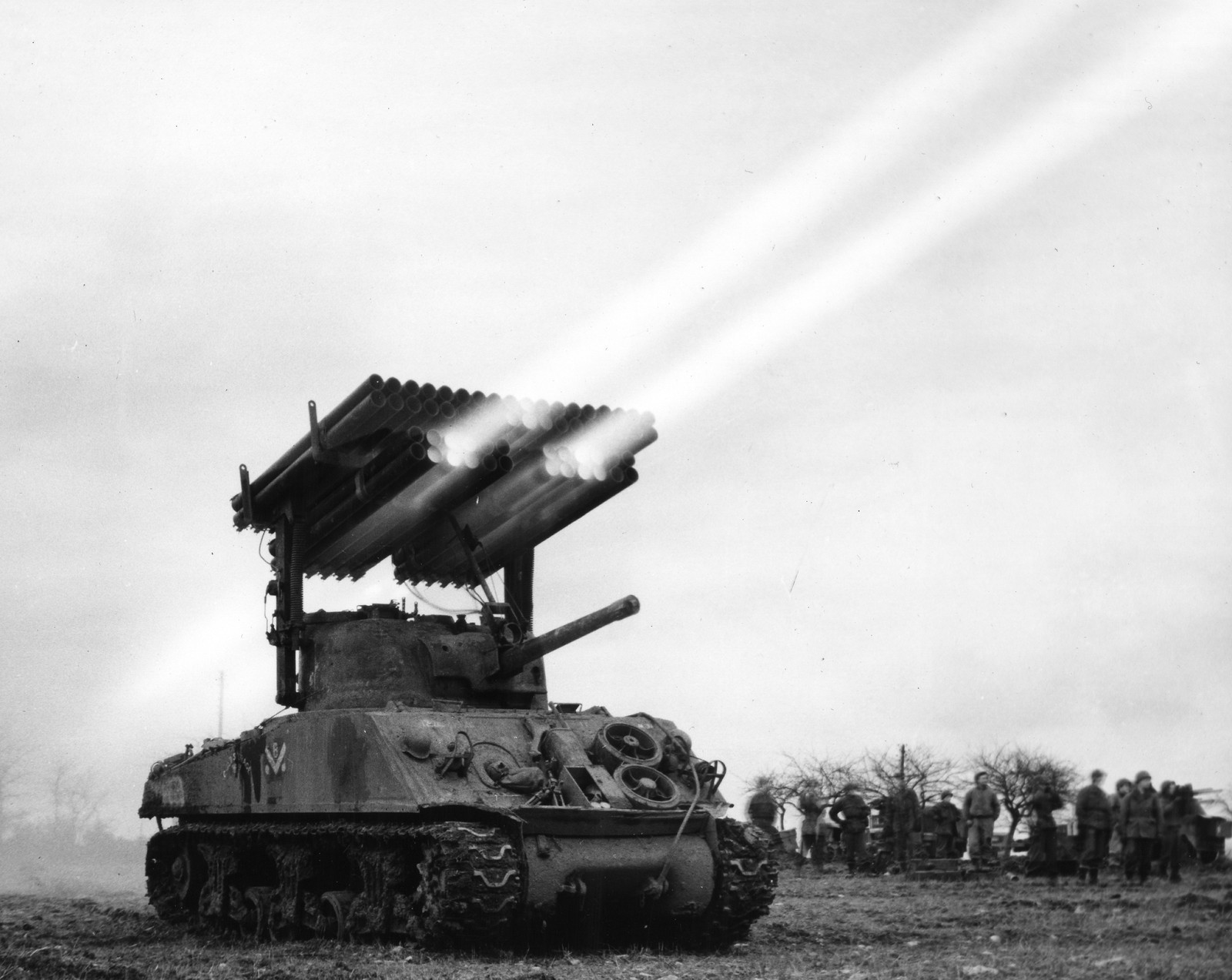
Pháo phản lực T34 Calliope của Hoa Kỳ đang khai hỏa

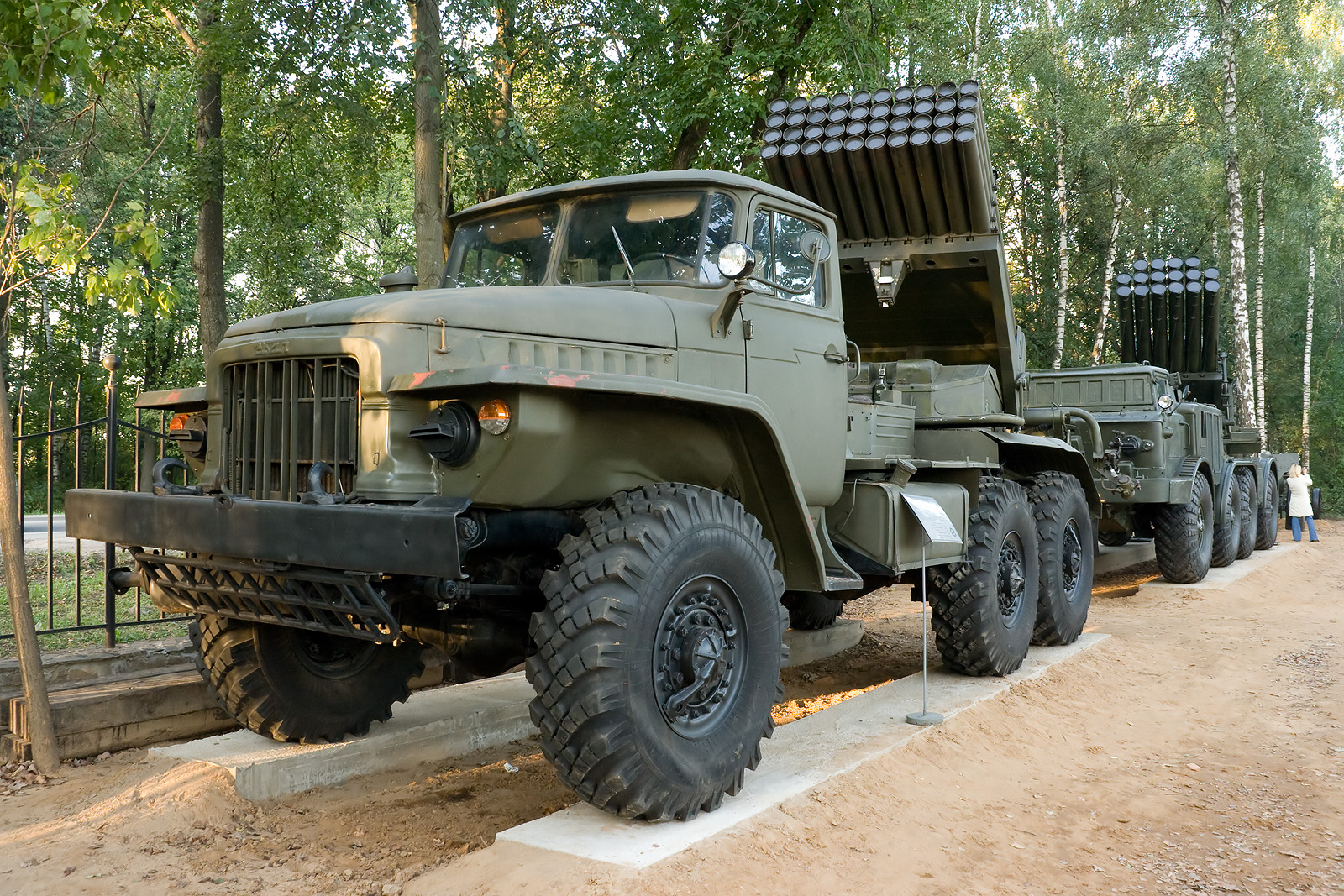
Pháo phản lực nhiều nòng 122 ly BM-21 Grad

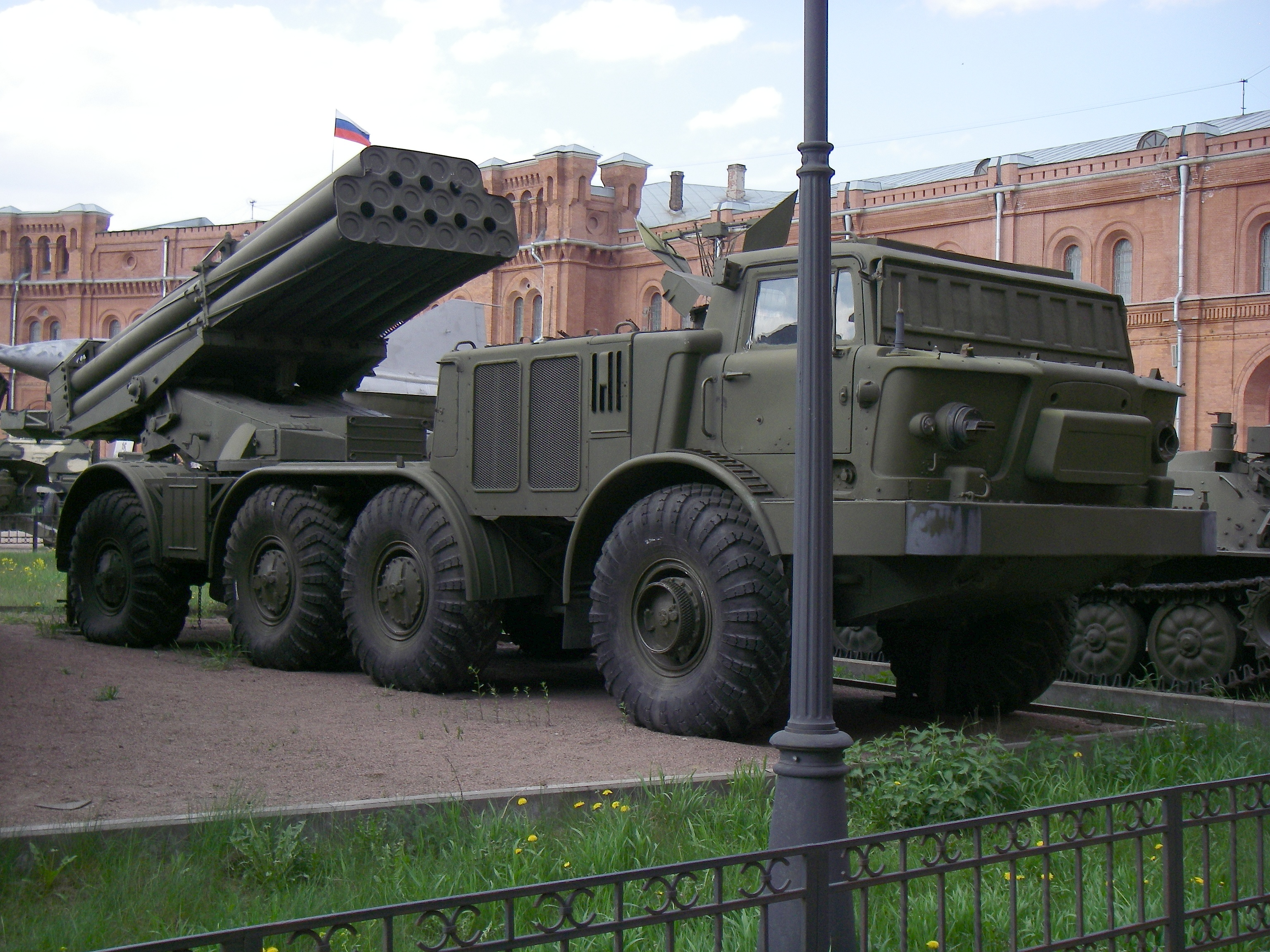
Máy phóng 9P140 của pháo phản lực nhiều nòng 220 ly 9K57 BM-27 Uragan, trưng bày tại Bảo tàng Pháo binh Sankt-Petersburg

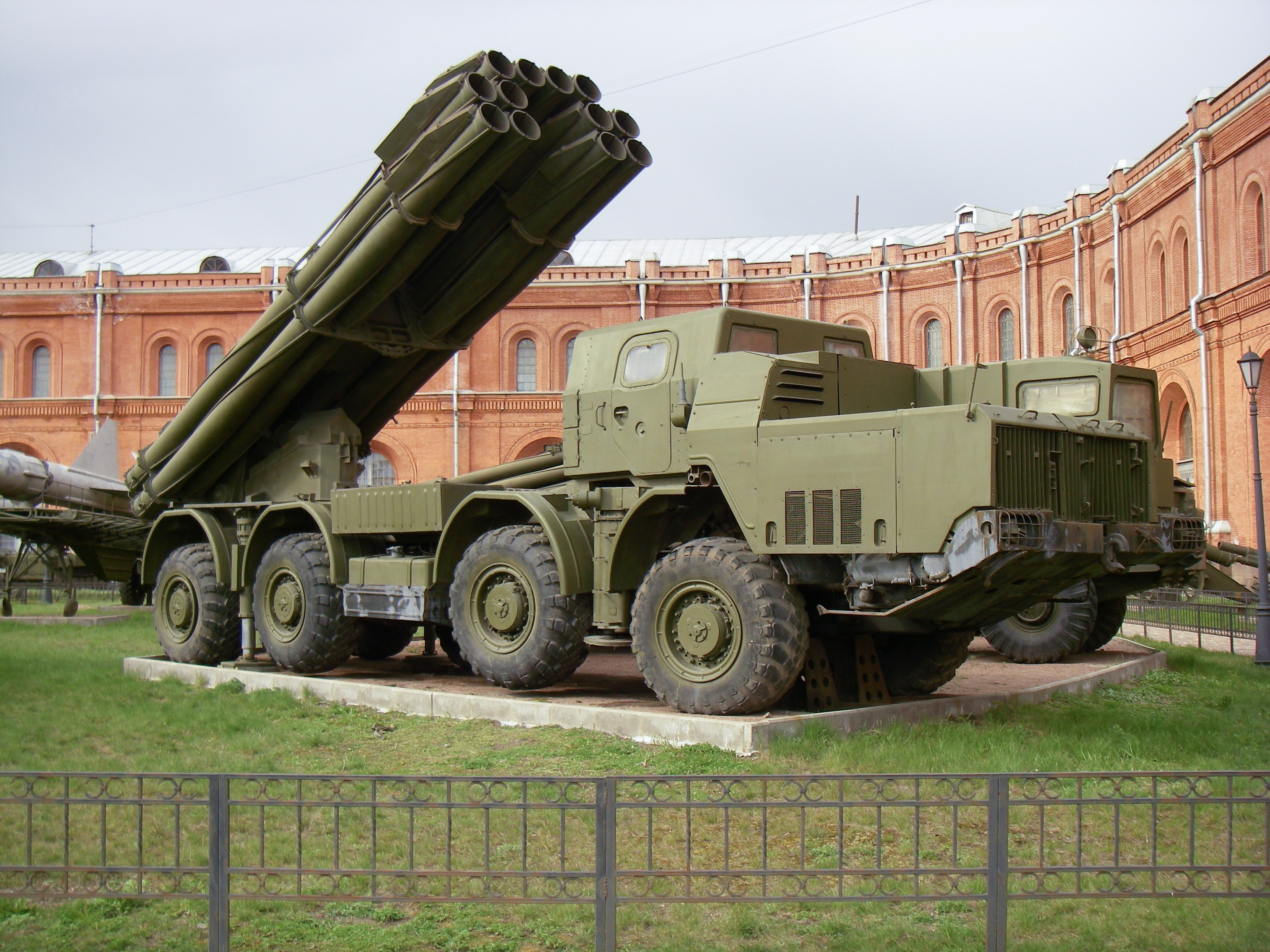
Pháo phản lực 300 ly BM-30 Smerch

Pháo phản lực bắn loạt là một loại pháo phản lực bắn tên lửa không có điều khiển. Giống như những loại pháo phản lực khác, pháo phản lực nhiều nòng có độ chính xác thấp và có tốc độ bắn (duy trì) thấp hơn so với các loại pháo binh truyền thống. Tuy nhiên, pháo phản lực nhiều nòng có khả năng phóng hàng trăm cân thuốc nổ trong cùng một lúc và gây ra sức sát thương khủng khiếp.

## Lịch sử
Được phát triển lần đầu tiên vào năm 1409, loại Hỏa xa của nhà Triều Tiên có lẽ là phiên bản đầu tiên của một hệ thống vũ khí có công năng và cơ chế tương tự như pháo phản lực nhiều nòng hiện nay. Tuy nhiên, mãi đến thập niên 1930, loại pháo phản lực nhiều nòng đầu tiên mới xuất hiện, nó là một khẩu pháo kéo nhỏ mang tên Nebelwerfer do phát xít Đức phát triển. Về sau, trong Thế chiến thứ hai thì các quốc gia Đồng minh phương Tây mới chế tạo những loại vũ khí tương tự dưới dạng của loại tên lửa mang tên "cái nệm" (Mattress).
Pháo phản lực nhiều nòng tự hành đầu tiên - và có lẽ cũng là nổi tiếng nhất - chính là khẩu BM-13 Cachiusa của Hồng quân Liên Xô, được sử dụng lần đầu tiên trong Cuộc chiến tranh Vệ quốc vĩ đại và được xuất khẩu sang các quốc gia khác sau đó. Nó là một hệ thống đơn giản bao gồm một giá đỡ những thanh ray chứa tên lửa, đặt trên lưng một chiếc xe tải. Kết cấu này trở thành nguyên mẫu cho các loại pháo phản lực nhiều nòng về sau. Trong thời kỳ này, quân đội Hoa Kỳ cũng phát triển một loại vũ khí tương tự tên là T34 Calliope, với những ống phóng tên lửa gắn trên nóc một chiếc xe tăng M4 Sherman. Tuy nhiên T34 Calliope chỉ được sử dụng với số lượng nhỏ.

## Các loại pháo phản lực nhiều nòng
- Liên Xô —  Nga — BМ-14, BМ-21, BМ-27, BМ-30, ТОS-1
- Hoa Kỳ — MLRS, HIMARS
- Đức — LARS-1, LARS-2
- Israel — LAROM, LAR-160
- CHND Trung Hoa — Kiểu 82, Kiểu 89, WM-80, WS-1, A-100, Kiểu 90
- Ấn Độ — Pháo phản lực nhiều nòng Pinaka
- Brasil — Astros II
- Ba Lan — WR-40 Langusta
- Tiệp Khắc — RM-70 (Phiên bản sửa đổi của BМ-21)
- Nam Tư — M-87 Orkan, M-77 Oganj và M-63 Plamen
- Thổ Nhĩ Kỳ — Tên lửa TOROS (Phát triển tại Thổ Nhĩ Kỳ nhưng không được quân đội nước này sử dụng)
- Nam Phi — Bateleur FV2